# White Lines
White Lines  is een Brits-Spaanse televisieserie uit 2020 ontwikkeld door Álex Pina voor de streamingdienst Netflix.

## Verhaal
Twintig jaar na zijn verdwijning verschijnt het lichaam van een Britse DJ in Almería. Zijn zus reist vervolgens naar het eiland Ibiza om deel te nemen aan een onderzoek dat tot doel heeft te achterhalen wat er werkelijk met de jongen is gebeurd en zijn laatste uren van zijn leven te reconstrueren.

## Rolverdeling
| Acteur           | Personage            |
| ---------------- | -------------------- |
| Laura Haddock    | Zoe Walker           |
| Nuno Lopes       | Duarte "Boxer" Silva |
| Marta Milans     | Kika Calafat         |
| Daniel Mays      | Marcus Ward          |
| Laurence Fox     | David                |
| Angela Griffin   | Anna Connor          |
| Juan Diego Botto | Oriol Calafat        |
| Pedro Casablanc  | Andreu Calafat       |
| Belén López      | Conchita Calafat     |
| Francis Magee    | Clint Collins        |
| Tom Rhys Harries | Axel Collins         |

## Afleveringen
| Afl. | Titel           | Regie       | Scenario                                                                                              | Releasedatum Netflix |
| 1    | "Aflevering 1"  | Nick Hamm   | Álex Pina, Esther Martínez Lobato, Javier Gómez Santander, David Barrocal, Alberto Úcar & Ed Wethered | 15 mei 2020          |
| 2    | "Aflevering 2"  | Nick Hamm   | Álex Pina, Esther Martínez Lobato, David Barrocal, Alberto Úcar & Ed Wethered                         | 15 mei 2020          |
| 3    | "Aflevering 3"  | Luis Prieto | Álex Pina, Esther Martínez Lobato, David Barrocal, Alberto Úcar & Ed Wethered                         | 15 mei 2020          |
| 4    | "Aflevering 4"  | Luis Prieto | Álex Pina, Esther Martínez Lobato, David Barrocal, Alberto Úcar & Ed Wethered                         | 15 mei 2020          |
| 5    | "Aflevering 5"  | Luis Prieto | Álex Pina, Esther Martínez Lobato & Ed Wethered                                                       | 15 mei 2020          |
| 6    | "Aflevering 6"  | Ashley Way  | Álex Pina, David Barrocal, Alberto Úcar & Ed Wethered                                                 | 15 mei 2020          |
| 7    | "Aflevering 7"  | Ashley Way  | Álex Pina, Esther Martínez Lobato & Ed Wethered                                                       | 15 mei 2020          |
| 8    | "Aflevering 8"  | Ashley Way  | Álex Pina, David Barrocal, Alberto Úcar, Nacho Sánchez Quevedo & Ed Wethered                          | 15 mei 2020          |
| 9    | "Aflevering 9"  | Nick Hamm   | Álex Pina, Esther Martínez Lobato, David Barrocal & Ed Wethered                                       | 15 mei 2020          |
| 10   | "Aflevering 10" | Nick Hamm   | Álex Pina, Esther Martínez Lobato, David Barrocal, Alberto Úcar, Nacho Sánchez Quevedo & Ed Wethered  | 15 mei 2020          |

## Productie
In oktober 2016 werd aangekondigd dat Netflix een serie had besteld die was gemaakt door La casa de papel-maker Álex Pina. In juni 2019 voegden Laura Haddock, Marta Milans, Juan Diego Botto, Nuno Lopes, Daniel Mays, Laurence Fox en Angela Griffin zich bij de cast.
De opnames begonnen in juni 2019 op de Balearen en eindigde in oktober 2019.

## Prijzen en nominaties
| Jaar | Prijs                                        | Categorie                                              | Genomineerde(n)            | Uitslag     |
| ---- | -------------------------------------------- | ------------------------------------------------------ | -------------------------- | ----------- |
| 2020 | Location Managers Guild International Awards | Uitstekende locaties in een hedendaagse televisieserie | German Travers & Leon Seth | Genomineerd |
| 2021 | BAFTA Awards, Wales                          | Beste montage                                          | Elen Pierce Lewis          | Genomineerd |
| 2021 | Golden Globes, Portugal                      | Beste acteur - televisie                               | Nuno Lopes                 | Genomineerd |
| 2021 | Prémios Fantastic                            | Beste acteur in streaming                              | Nuno Lopes                 | Genomineerd |